# Československá hokejová reprezentace v sezóně 1974/1975
Československá hokejová reprezentace v sezóně 1974/1975 sehrála celkem 30 zápasů.

## Přehled mezistátních zápasů
| Pořadí | Datum              | Soupeř  | Výsledek             | Soutěž                 | Místo utkání |
| ------ | ------------------ | ------- | -------------------- | ---------------------- | ------------ |
| 626.   | 8. října 1974      | Kanada  | 3:1 (2:0, 0:1, 1:0)  | přátelsky              | Praha        |
| 627.   | 12. listopadu 1974 | Švédsko | 4:2 (0:1, 3:1, 1:0)  | Cena Izvestijí 1974    | Praha        |
| 628.   | 13. listopadu 1974 | Švédsko | 2:4 (0:0, 1:3, 1:1)  | Cena Izvestijí 1974    | Praha        |
| 629.   | 15. listopadu 1974 | Švédsko | 8:1 (2:0, 3:1, 3:0)  | Cena Izvestijí 1974    | Praha        |
| 630.   | 18. prosince 1974  | SSSR    | 3:6 (1:1, 1:2, 1:3)  | Cena Izvestijí 1974    | Moskva       |
| 631.   | 19. prosince 1974  | SSSR    | 3:3 (1:2, 2:0, 0:1)  | Cena Izvestijí 1974    | Moskva       |
| 632.   | 21. prosince 1974  | SSSR    | 4:3 (2:2, 1:1, 1:0)  | Cena Izvestijí 1974    | Moskva       |
| 633.   | 1. února 1975      | Finsko  | 6:1 (0:1, 4:0, 2:0)  | Cena Izvestijí 1974    | Turku        |
| 634.   | 2. února 1975      | Finsko  | 6:0 (2:0, 1:0, 3:0)  | Cena Izvestijí 1974    | Tampere      |
| 635.   | 4. února 1975      | Finsko  | 4:0 (2:0, 2:0, 0:0)  | Cena Izvestijí 1974    | Helsinky     |
| 636.   | 25. února 1975     | Švédsko | 6:0 (1:0, 2:0, 3:0)  | Cena Izvestijí 1974    | Göteborg     |
| 637.   | 26. února 1975     | Švédsko | 4:2 (2:1, 2:1, 0:0)  | Cena Izvestijí 1974    | Göteborg     |
| 638.   | 28. února 1975     | Švédsko | 1:3 (1:2, 0:1, 0:0)  | Cena Izvestijí 1974    | Stockholm    |
| 639.   | 18. března 1975    | SSSR    | 6:1 (2:1, 2:0, 2:0)  | Cena Izvestijí 1974    | Praha        |
| 640.   | 19. března 1975    | SSSR    | 4:2 (0:1, 1:1, 3:0)  | Cena Izvestijí 1974    | Praha        |
| 641.   | 21. března 1975    | SSSR    | 9:3 (4:1, 3:1, 2:1)  | Cena Izvestijí 1974    | Praha        |
| 642.   | 24. března 1975    | Finsko  | 2:1 (0:0, 2:0, 0:1)  | Cena Izvestijí 1974    | Praha        |
| 643.   | 25. března 1975    | Finsko  | 5:0 (1:0, 3:0, 1:0)  | Cena Izvestijí 1974    | Praha        |
| 644.   | 27. března 1975    | Finsko  | 7:5 (3:2, 3:2, 1:1)  | Cena Izvestijí 1974    | Praha        |
| 645.   | 30. března 1975    | USA     | 15:1 (4:0, 7:0, 4:1) | přátelsky              | Praha        |
| 646.   | 3. dubna 1975      | Polsko  | 5:0 (1:0, 3:0, 1:0)  | Mistrovství světa 1975 | Mnichov      |
| 647.   | 5. dubna 1975      | Švédsko | 5:2 (2:0, 0:0, 3:2)  | Mistrovství světa 1975 | Mnichov      |
| 648.   | 6. dubna 1975      | USA     | 8:3 (3:3, 2:0, 3:0)  | Mistrovství světa 1975 | Mnichov      |
| 649.   | 8. dubna 1975      | SSSR    | 2:5 (1:0, 0:3, 1:2)  | Mistrovství světa 1975 | Mnichov      |
| 650.   | 10. dubna 1975     | Finsko  | 6:2 (3:0, 2:1, 1:1)  | Mistrovství světa 1975 | Mnichov      |
| 651.   | 12. dubna 1975     | Polsko  | 8:2 (4:1, 2:1, 2:0)  | Mistrovství světa 1975 | Düsseldorf   |
| 652.   | 14. dubna 1975     | Švédsko | 7:0 (4:0, 1:0, 2:0)  | Mistrovství světa 1975 | Düsseldorf   |
| 653.   | 15. dubna 1975     | USA     | 8:0 (3:0, 3:0, 2:0)  | Mistrovství světa 1975 | Düsseldorf   |
| 654.   | 17. dubna 1975     | SSSR    | 1:4 (0:1, 1:1, 0:2)  | Mistrovství světa 1975 | Düsseldorf   |
| 655.   | 19. dubna 1975     | Finsko  | 5:1 (1:0, 4:0, 0:1)  | Mistrovství světa 1975 | Düsseldorf   |

## Bilance sezóny 1974/75
| Soupeř  | Zápasy | Výhry | Remízy | Prohry | Skóre  |
| ------- | ------ | ----- | ------ | ------ | ------ |
| Finsko  | 8      | 8     | 0      | 0      | 41:10  |
| Kanada  | 1      | 1     | 0      | 0      | 3:1    |
| Polsko  | 2      | 2     | 0      | 0      | 13:2   |
| SSSR    | 8      | 4     | 1      | 3      | 32:27  |
| Švédsko | 8      | 6     | 0      | 2      | 37:14  |
| USA     | 3      | 3     | 0      | 0      | 31:4   |
| Celkem  | 30     | 24    | 1      | 5      | 157:58 |

## Přátelské mezistátní zápasy
Československo –  Kanada	3:1 (2:0, 0:1, 1:0)
8. října 1974 – Praha

Branky a nahrávky Československa: 4:07 Jiří Bubla (Ivan Hlinka), 9:55 Ivan Hlinka (Bohuslav Ebermann), 43:16 Július Haas (Eduard Novák).

Branky a nahrávky Kanady: 36:40 Tom Webster (Bobby Hull).

Rozhodčí: Rudolf Baťa (TCH) – Jim Leblanc (CAN), Doug Robb (CAN)

Vyloučení: 4:4 (využití 0:0)
ČSSR: Jiří Holeček (15. Jiří Crha) – Jiří Bubla, Josef Horešovský, Vladimír Kostka, Jaroslav Šíma, Oldřich Machač, Miroslav Dvořák– Bohuslav Ebermann, Ivan Hlinka, Jiří Holík – Vladimír Martinec (Július Haas), Jiří Kochta, Bohuslav Šťastný - Eduard Novák, Milan Nový, Josef Augusta
Kanada: Don McLeod (36. Gilles Gratton) – Jean-Claude Tremblay, Rick Ley, Al Hamilton, Paul Shmyr, Pat Price, Pat Stapleton – Gordie Howe, Ralph Backstrom, Mark Howe – André Lacroix, Tom Webster, Bobby Hull – John McMcKenzie, Paul Henderson, Frank Mahovlich – Rejean Houle, Serge Bernier, Marc Tardif.
 Československo –  USA 	15:1 (4:0, 7:0, 4:1)
30. března 1975 – Praha

Branky Československa:  13. Ivan Hlinka, 14. Jiří Novák, 16. Jiří Bubla, 16. Bohuslav Šťastný, 22. Bohuslav Ebermann, 24. Jiří Bubla, 26. Jiří Bubla, 26. Vladimír Martinec, 32. Bohuslav Ebermann, 38. Jiří Novák, 40. Ivan Hlinka, 44. Milan Nový, 45. Bohuslav Šťastný, 48. Milan Nový, 53. František Kaberle.

Branky USA: 49. Clark Hamilton.

Rozhodčí: Christer Carlsson (SWE), Exelson (SWE)

Vyloučení: 0:1 (využití 0:0)
ČSSR: Jiří Holeček (Jiří Crha) – Oldřich Machač, František Pospíšil, Vladimír Kostka, Miroslav Dvořák, Jiří Bubla, Milan Kajkl, František Kaberle – Vladimír Martinec, Jiří Novák, Bohuslav Šťastný – Marián Šťastný, Jiří Kochta, Jaroslav Pouzar – Bohuslav Ebermann, Ivan Hlinka, Jiří Holík – Eduard Novák, Milan Nový, Josef Augusta.
USA: Blane Comstock (24. Jim Warden) – Ron Wilson, Dick Lamby, John Taft, Jack Brownschidle, Bob Lundeen, Jeff Rotsch – Herb Boxer, Tom Ross, Clark Hamilton – Steve Sertich, Richie Smith, Mike Eruzione – Jim Warner, Mike Polich, Buzz Schneider – Steve Alley, Steve Jensen.